# Regnellidium upatoiensis
Regnellidium upatoiensis is een uitgestorven varen uit de pilvarenfamilie (Marsileaceae).
Fossielen van deze soort uit het Santoniaan (Boven-Krijt) (86 tot 84 miljoen jaar geleden) zijn gevonden in Georgia (Verenigde Staten).

## Naamgeving enetymologie
De botanische naam Regnellidium is een eerbetoon aan Anders Fredrik Regnell (1807–1884), een Zweeds natuurkundige en botanicus. De soortaanduiding upatoiensis is een verwijzing naar de vindplaats, Upatoi Creek in Georgia.

## Kenmerken
Regnellidium upatoiensis is tot nu enkel bekend van enkele sporocarpen en losse macrosporen. De sporocarpen zijn afgeplat ellipsoïdaal, met een dubbele wand, en bevatten zowel micro- als macrosporen. De macrosporen zijn bolvormig en dubbelwandig - een binnenste exine en een buitenste perine - en voorzien van een acrolamella, bestaande uit driehoekige lobben, dat de opening tot de spore afsluit. De microsporen zijn drievoudig bolvormig.
De morfologie van de sporocarpen en de micro- en macrosporen vertoont een opvallende gelijkenis met die van de recente soort Regnellidium diphyllum, wat de auteurs ertoe geleid heeft ze in hetzelfde geslacht op te nemen. Daardoor schuift het ontstaan van het geslacht naar voor tot in het Santoniaan, kort na het eerste verschijnen van vertegenwoordigers van Marsilea, wat betekent dat de diversificatie van de Marsileaceae reeds bij de aanvang van het Boven-Krijt moet hebben plaatsgevonden.